# Andrea Mitchell D'Arrigo
Andrea Mitchell D'Arrigo (Roma, 28 aprile 1995) è un nuotatore statunitense figlio di padre siciliano e madre statunitense. Attualmente si allena in Florida con i Gators, squadra della locale Università della Florida.

## Carriera
Dopo avere iniziato a partecipare nel 2009 ai suoi primi campionati italiani di categoria, D'Arrigo ha debuttato in ambito internazionale durante i mondiali giovanili di Lima 2011 piazzandosi al quinto posto rispettivamente nei 200m stile libero, nei 400m stile libero e nella staffetta 4x200m stile libero. L'anno seguente ha vinto il suo primo titolo conquistando l'oro nella staffetta 4x200m stile libero di Anversa 2012, gara nella quale è stato anche stabilito il record giovanile con un tempo complessivo di 7'19"56.
Messosi già bene in mostra a livello giovanile, il suo debutto con la nazionale maggiore di nuoto non tarda ad arrivare, essendo convocato per disputare i campionati europei di Berlino 2014. In coincidenza con la partenza per Berlino è stato al centro di una polemica, con tanto di inchiesta federale per appurare un presunto caso di nonnismo ai suoi danni, legato al taglio di capelli al quale vengono sottoposte le "matricole" da parte degli altri compagni di squadra più "anziani". Nonostante il clima negativo venutosi a creare, D'Arrigo ha coronato il suo debutto ai massimi livelli vincendo la medaglia d'argento nei 400m stile libero.
Ai campionati mondiali in vasca corta di Doha 2014 ha vinto la medaglia d'argento nella staffetta 4x200m stile libero, contribuendo anche a stabilire il nuovo record italiano con un tempo complessivo di 6'51"80. Due anni dopo, sempre nella stessa specialità, ha vinto la medaglia di bronzo agli europei di Londra 2016 e con questo risultato la nazionale italiana di nuoto ha pure ottenuto la qualificazione nella staffetta alle Olimpiadi di Rio de Janeiro 2016. Ai suoi primi Giochi olimpici, D'Arrigo giunge 23º nelle batterie dei 200m stile libero e manca la finale della staffetta 4x200m stile libero per quattro centesimi di secondo dietro l'Olanda terminando al nono posto.

## Palmarès
| Giochi olimpici                | 200 m stile libero    | ---                  | ---                          | 4x200 m stile libero                   |
| 2016 Rio de Janeiro Brasile    | 23ª 1'47"46 Batterie  | ---                  | ---                          | 9ª 7'09"20 Batterie Frazione: 1'47"65  |
| Mondiali di nuoto              | ---                   | 400 m stile libero   | ---                          | ---                                    |
| 2015 Kazan' Russia             | ---                   | 27ª 3'51"31 Batterie | ---                          | ---                                    |
| Mondiali in vasca corta        | 200 m stile libero    | 400 m stile libero   | ---                          | 4x200 m stile libero                   |
| 2012 Istanbul Turchia          | 15ª 1'45"15 Batterie  | 9ª 3'42"49 Batterie  | ---                          | 5ª - 6'59"22 Frazione: 1'44"90         |
| 2014 Doha Qatar                | 11ª 1'43"31 Batterie  | 9ª 3'40"60 Batterie  | ---                          | Argento 6'51"80 (RI) Frazione: 1'42"77 |
| Europei di nuoto               | 200 m stile libero    | 400 m stile libero   | ---                          | 4x200 m stile libero                   |
| 2014 Berlino Germania          | 9ª 1'49"94 Semifinali | Argento 3'46"91      | ---                          | 6ª - 7'12"24 Frazione: 1'48"22         |
| 2016 Londra Regno Unito        | 8ª 1'48"05            | ---                  | ---                          | Bronzo 7'08"30 Frazione: 1'47"57       |
| Europei in vasca corta         | 200 m stile libero    | 400 m stile libero   | ---                          | ---                                    |
| 2012 Chartres Francia          | ---                   | Bronzo 3'42"32       | ---                          | ---                                    |
| 2013 Herning Danimarca         | 8ª 1'44"60            | Argento 3'40"54      | ---                          | ---                                    |
| Mondiali giovanili             | 200 m stile libero    | 400 m stile libero   | ---                          | 4x200 m stile libero                   |
| 2011 Lima Perù                 | 5ª 1'50"56            | 5ª 3'53"19           | ---                          | 5ª - 7'25"09 Frazione: 1'50"88         |
| 2013 Dubai Emirati Arabi Uniti | Bronzo 1'48"28        | 4ª 3'49"02           | ---                          | ---                                    |
| Europei giovanili              | 200 m stile libero    | 400 m stile libero   | 4x100 m stile libero         | 4x200 m stile libero                   |
| 2012 Anversa Belgio            | 4ª 1'49"73            | 7ª 3'55"34           | 5ª - 3'22"43 Frazione: 50"85 | Oro 7'19"56 (RC) Frazione: 1'49"85     |
| 2013 Poznan Polonia            | Bronzo 1'49"56        | Bronzo 3'51"74       | 5ª - 3'23"19 Frazione: 50"55 | 5ª - 7'24"63 Frazione: 1'50"20         |

- Universiadi

Taipei 2017: argento nella 4x200m sl.

### Campionati italiani
1 titolo individuale e 1 in staffetta, così ripartiti:
- 1 nei 200 m stile libero
- 1 nella staffetta 4x200 m stile libero

| Anno | Edizione    | st.libero 200 m | st.libero 400 m | st.libero 4x200 m |
| ---- | ----------- | --------------- | --------------- | ----------------- |
| 2011 | Primaverili | -               | -               | 1                 |
| 2012 | Primaverili | -               | -               | 3                 |
| 2013 | Primaverili | -               | 3               | -                 |
| 2014 | Primaverili | 1               | -               | -                 |
| 2015 | Primaverili | 3               | -               | -                 |
| 2016 | Primaverili | 3               | 2               | 3                 |